# Yoshi Tatsu
Naofumi Yamamoto (山本尚史?) (1 de agosto de 1977) es un luchador profesional  y exboxeador japonés conocido por su trabajo en la WWE bajo el nombre de Yoshi Tatsu.

## Carrera

### New Japan Pro Wrestling (2002-2008)
Yamamoto comenzó su carrera profesional en 2002, trabajando para la empresa japonesa New Japan Pro Wrestling. El 27 de diciembre de 2003, Yamamoto fue derrotado por Ryusuke Taguchi, perdiendo la oportunidad de entrar al show anual más importante de la empresa. El 26 de julio de 2004, Yamamoto derrotó a Yujiro Takahashi, en su debut en el Korakuen Hall.
Durante el año 2005, Yamamoto se mantuvo como mid-carder, a pesar de tener pequeños pushs que no pudo concretar. Sin embargo, en 2006, recibió un push que lo catapultó al main event, aunque no logró tener gran éxito, ya que a pesar de que se enfrentaba a luchadores importantes, nunca logró derrotar a alguno. A pesar de esto, cuando Togi Makabe hizo su regreso el 8 de enero de 2006, se unió a Toru Yano y se enfrentaron a Osamu Nishimura y Naofumi Yamamoto, con victoria para el equipo de Yamamoto.
Sin embargo durante el año 2007 no pudo mantener el nivel del año anterior, volviendo a ser un mid-carder, por lo que en el evento de recambio anual de la empresa, Yamamoto la abandonó, iniciando un viaje a los Estados Unidos en 2008.

### World Wrestling Entertainment / WWE (2007-2014)

#### 2007-2010
Después de que Yamamoto dejó la New Japan Pro Wrestling, firmó un contrato con la World Wrestling Entertainment (WWE), siendo asignado a la Florida Championship Wrestling (FCW). En la FCW, Naofumi Yamamoto tuvo varios cambios de nombre, compitiendo como Yamamoto, Yoshitatsu y posteriormente Yoshi Tatsu.
Enfrentó EVEN El 22 de septiembre de 2009 peleó contra Paul Burchill y ganó la lucha 
El 30 de junio de 2009, Yamamoto hizo su debut oficial en la ECW, como face, bajo el nombre de Yoshi Tatsu, derrotando a Shelton Benjamin en su primera lucha. Sin embargo, fue derrotado por él en una revancha el 9 de julio. Tras ello, Tatsu comenzaría un feudo con William Regal, teniendo múltiples victorias y derrotas contra él; finalmente, el 6 de octubre, Yoshi derrotó a Regal. El 20 de octubre, Tatsu derrotó a Zack Ryder para convertirse en aspirante al Campeonato de la ECW, en manos de Christian, pero no consiguió ganar el título la semana siguiente contra Christian. Tras ello, Yoshi se alió con Christian para hacer frente a The Ruthless Roundtable (William Regal, Vladimir Kozlov & Ezekiel Jackson). En la edición del 22 de diciembre de ECW, Yoshi derrotó a Jack Swagger para lograr un puesto en la Battle Royal del ECW Homecoming, el ganador de la cual se enfrentaría a Christian por el Campeonato; sin embargo, Tatsu fue eliminado por Kane. Más tarde, Yoshi participó en Royal Rumble, entrando el número 21 y siendo eliminado por John Cena. Durante ese tiempo, Yoshi formó un tag team con Goldust, entrando en un feudo con Caylen Croft & Trent Barreta. En la edición del 9 de febrero, Tatsu & Goldust derrotaron a Croft & Barretta para ganar una oportunidad por los Campeonatos Unificados en Parejas. La semana siguiente, en el episodio final de ECW, Yoshi & Goldust se enfrentaron a los Campeones por Parejas ShoMiz (The Miz & Big Show), pero fueron derrotados. Con el cierre de la marca, Tatsu fue enviado a RAW.

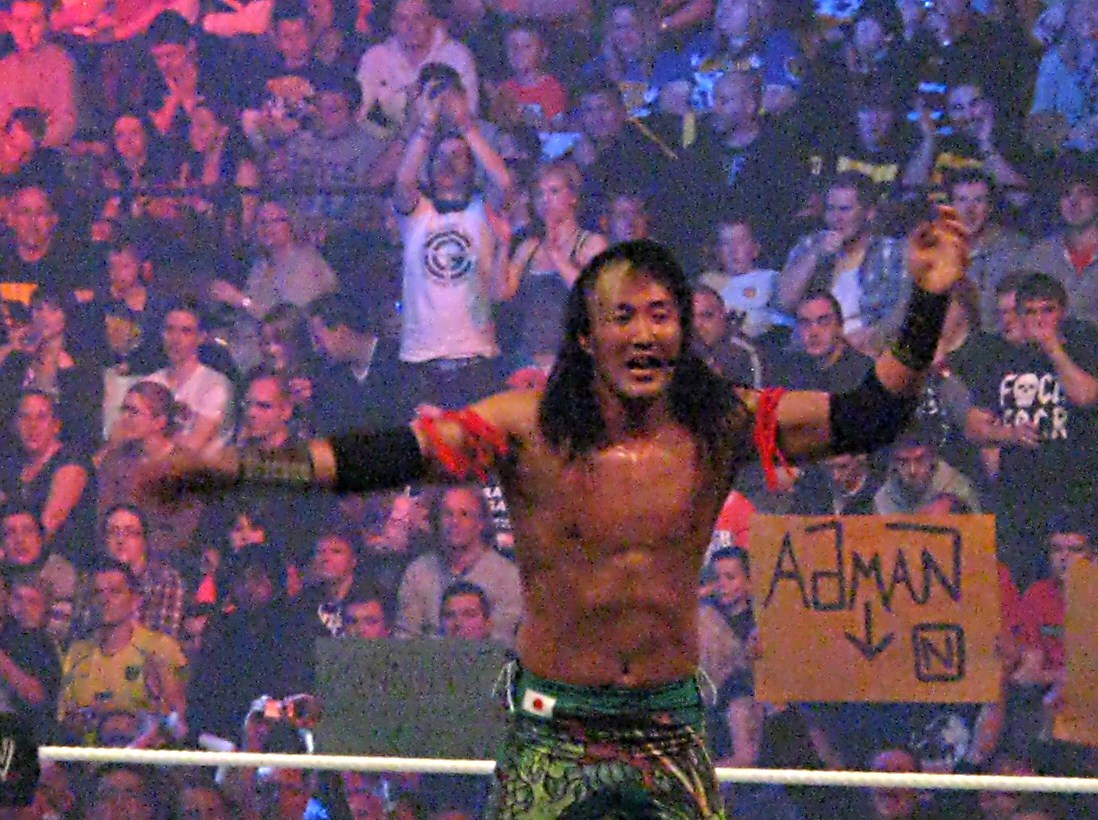
Tatsu después de derrotar a Zack Ryder en RAW.

En WrestleMania XXVI, Tatsu participó en una Battle Royal de 26 hombres, siendo ganador después de eliminar a Zack Ryder. Tras esto, volvió a hacer equipo con Goldust, entrando en un feudo con Zack Ryder & Primo en Superstars; sin embargo, Tatsu & Goldust fueron derrotados. La semana siguiente, Tatsu derrotó a Primo en un combate individual, siendo su última aparición televisada de Yoshi por un tiempo, apareciendo únicamente en house show y dark matches después de ello. Tatsu retornó el 9 de noviembre, derrotando a Zack Ryder en otra edición de Superstars. Más tarde, en la edición del 29 de noviembre de RAW, Tatsu formó equipo con Mark Henry para derrotar a los Campeones Unificados Heath Slater & Justin Gabriel. Una semana después Tatsu y Henry tuvieron una oportunidad por los títulos en pareja en un fatal four-Way elimination tag team match, la cual incluía The Uso Brothers, Santino Marella & Vladimir Kozlov. Tatsu y Henry fue el primer equipo eliminado, siendo Marella y Kozlov los ganadores.

#### 2011-2014
Participó en la Royal Rumble, donde entró como el número 8, pero fue eliminado por Mark Henry. El 26 de abril, debido al Draft Suplementario fue traspasado a SmackDown. En la edición del 3 de junio en SmackDown! luchó como jobber frente al debutante Jinder Mahal. En NXT empezó un feudo con Tyson Kidd, sin embargo, se suspendió por una lesión de Tatsu en su pierna derecha. El 16 de agosto en NXT, después de la victoria de Kidd sobre JTG, se mostró en la titantron las letras "誇り" que en japonés significa "Venganza" como parte de una amenaza a Kidd. Regresó a NXT de 6 de septiembre continuando su feudo con Tyson Kidd apareciendo con un nuevo gimmick con la cara pintada de lado izquierdo y vestido de negro, tomando actitudes más serias.
Esa misma noche derrotó a Kidd. Participó en el dark match de Royal Rumble derrotando a Heath Slater. En Over the Limit, participó en una Battle Royal para obtener una oportunidad por el Campeonato de los Estados Unidos o Intercontinental, pero no logró ganar. Desde el 7 de noviembre de 2012, hizo varias veces equipo con Percy Watson enfrentándose a equipos como los de The Wyatt Familly y The Ascension (Conor O'Brian y Kenneth Cameron). El 2 de enero en Main Event se enfrentó a JTG, Kofi Kingston y Wade Barret en un Gauntlet Match, siendo el primer eliminado. El 10 de abril de 2013 perdió en Main Event contra Jack Swagger. En WrestleMania Fan Axxes derrotó junto con Ezekiel Jackson a Hunico y Camacho. El 17 de abril luchó en un Battle Royal en la edición de Main Event por ser el retador al Campeonato Intercontinental, pero fue ganado por Justin Gabriel. Tras esto, estuvo un tiempo ausente regresando el 10 de octubre luchando contra Slate Randall.
El 6 de marzo de 2014 perdió contra Corey Graves en NXT, y a la siguiente semana perdió ante Tyler Breeze. El 6 de abril participó en WrestleMania 30 en la batalla en honor a Andre el Gigante, siendo rápidamente eliminado. El 8 de mayo en NXT compitió en un Battle Royal por ser el retador #1 al Campeonato de NXT, pero fue eliminado por Bo Dallas. El 12 de junio fue despedido de la WWE.

### Circuito independiente (2014)
El 29 de julio de 2014 Yamamoto hizo su primera lucha post-WWE en BELIEVE 77.Y en BELIEVE 79, Yamamoto derrotó a Aaron Epic para ganar el SCW Florida Heavyweight Championship su primer campeonato de la lucha libre profesional.El 20 de septiembre de 2014 Yamamoto hizo su debut con Chikara perdiendo ante Ashley Remington por descalificación por interferencia de Juan Francisco de Coronado.

### Regreso a New Japan Pro Wrestling (2014-2017)
El 13 de octubre de 2014, en King of Pro-Wrestling, Yamamoto, llamándose "Yoshitatsu", regresó a New Japan, atacando a Jeff Jarrett cuando interfirió en la lucha evento principal y, al hacerlo, ayudando Hiroshi Tanahashi derrotando AJ Styles por el Campeonato Peso Pesado de la IWGP. Yamamoto no volvió a trabajar bajo su nombre real debido a que él era más conocido bajo el nombre de Yoshi Tatsu, pero tampoco podía seguir trabajando con su nombre en WWE debido a que la empresa era propietaria del nombre. A su regreso se le dio el gimmick del "Bullet Club Hunter", el stable al que pertenecía Styles y principal grupo heel de NJPW. Yoshitatsu tuvo su combate de regreso el 8 de noviembre en Power Struggle, donde fue derrotado por Styles, después de la interferencia por parte de Jarrett. Tras el combate, Jarrett golpeó Yoshitatsu con una guitarra. El 14 de noviembre, se anunció que Yoshitatsu e Hiroshi Tanahashi estaban formando un nuevo equipo llamado "The World". The World se anunció como participante en el 2014 World Tag League, pero tras su primer combate el 22 de noviembre (una derrota ante Kazuchika Okada & Yoshi-Hashi), Yoshitatsu tuvo que retirarse debido a una lesión de cuello.
Yamamoto tenía un halo instalado en su cráneo, que usó durante los siguientes tres meses. En mayo de 2015, Yamamoto comenzó a entrenar para un regreso en el Team Vision Gym en Orlando, Florida.
El 4 de enero de 2016, Yoshitatsu regresó como parte del equipo anunciador inglés en Wrestle Kingdom 10 en Tokyo Dome . El 22 de marzo, NJPW anunció que Yoshitatsu lucharía su partido de regreso de NJPW el 10 de abril en Invasion Attack 2016 , donde él, Hiroshi Tanahashi y Michael Elgin derrotaron a The Elite de Bullet Club ( Kenny Omega y The Young Bucks (Matt Jackson y Nick Jackson)) para ganar el Campeonato de equipo de etiqueta de 6 hombres NUNCA Openweight . Luego, Yoshitatsu anunció que estaba formando un nuevo establo llamado " Hunter Club"para oponerse al Bullet Club. Sin embargo, ni Elgin ni Tanahashi aceptaron la invitación de Yoshitatsu para unirse al establo, lo que llevó al Capitán Nuevo Japón a convertirse en el primer miembro del nuevo grupo. Yoshitatsu debutó con un nuevo truco, donde comenzó a imitar a Triple H , que lo incluyó adoptando el pedigrí como su movimiento final. Yoshitatsu, Elgin y Tanahashi hicieron su primera defensa exitosa del título el 23 de abril contra el trío Bullet Club de Bad Luck Fale , Kenny Omega y Yujiro Takahashi . El 3 de mayo en Wrestling Dontaku 2016, perdieron el título de nuevo ante Omega y The Young Bucks. El 12 de septiembre, Yoshitatsu, molesto con las malas actuaciones del Capitán Nuevo Japón, anunció una encuesta en Twitter que decidiría si podría quedarse en Hunter Club. El 25 de septiembre en Destruction en Kobe , Yoshitatsu reveló el resultado de la encuesta y acordó retirar al Capitán New Japan del Hunter Club. Esto llevó al Capitán a atacar a Yoshitatsu y alinearse con Bullet Club. Después de comenzar una pelea con el Capitán New Japan, ahora rebautizado como "Bone Soldier", Yoshitatsu anunció el 5 de noviembre que había reclutado a Billy Gunn como su nuevo socio Hunter Club para la World Tag League 2016. Yoshitatsu y Gunn terminaron el torneo el 8 de diciembre con un récord de tres victorias y cuatro derrotas, sin poder avanzar desde su bloqueo, aunque Yoshitatsu logró atrapar a Bone Soldier en su último partido de todos contra todos. En abril de 2017, Yoshitatsu se unió al establo Taguchi Japón . 

### Consejo Mundial de Lucha Libre (2017)
En febrero de 2017, NJPW envió a Yoshitatsu a su promoción de socios mexicanos Consejo Mundial de Lucha Libre (CMLL) para una gira. Debutó para la promoción el 17 de febrero. 

### All Japan Pro Wrestling (2017–presente)
El 12 de septiembre de 2017, Yoshitatsu hizo su debut en All Japan Pro Wrestling (AJPW), ingresó al Torneo anual Ōdō y derrotó a Tajiri en su partido de primera ronda. Seis días después, fue eliminado del torneo en la segunda ronda por el campeón de peso pesado de la Triple Corona Kento Miyahara. El 9 de noviembre, Yoshitatsu desafió sin éxito a Joe Doering por el AJPW Triple Crown Heavyweight Championship. 
El 3 de febrero de 2018, Yoshi Tatsu ganó el AJPW World Tag Team Championship junto con Kento Miyahara, al derrotar a Shuji Ishikawa y Suwama. Su reinado duró solo 22 días, ya que dejaron los cinturones a The Big Guns el 25 de febrero. El 27 de mayo de 2019. Yoshitatsu derrotó a Tajiri para ganar el Gaora TV Championship.

## Otros medios
A medida Tatsu se presenta como una superestrella jugable para el WWE SmackDown vs. Raw 2011 , WWE '12 y WWE'13 (como DLC) videojuegos. Él apareció previamente en Rey de Colosseum II y Wrestle Unido 2 bajo su nombre real.

## Vida personal
Yamamoto es un graduado de la Universidad de Kokushikan con una licenciatura en ciencias políticas.Yamamoto también está casado y tiene un hijo.

## En lucha

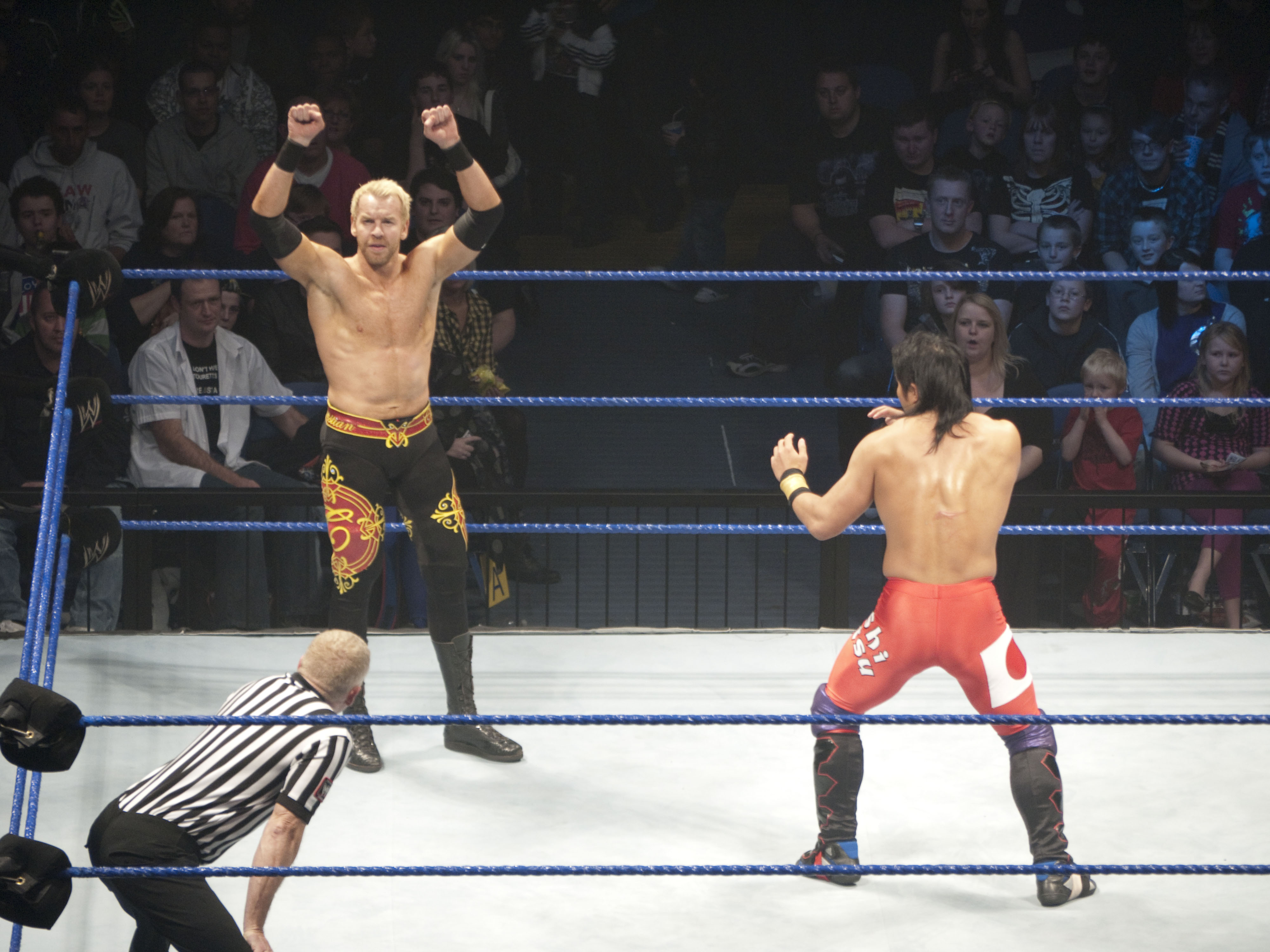
Yoshi Tatsu enfrentándose a Christian.

- Movimientos finales
  - Shining wizard[18] - 2010-presente; en tributo a The Great Muta
  - High-speed roundhouse kick a la cabeza del oponente[7] - 2007-presente
  - Bridging belly to back suplex[1] - 2002-2007
  - Cloverleaf[2] - 2002-2007
  - Diving spinning heel kick - 2010-2012

- Movimientos de firma
  - Roaring Elbow[19] (Discus elbow smash)
  - Múltiples slaps al pecho y la cara del oponente
  - Varios tipos de suplex:
    - Belly to back[1]
    - Bridging fisherman[2][1]
    - Bridging northern lights
    - German[1]

  - Running double high knee strike a un oponente arrinconado seguido de rolling snapmare y finalizado con shoot kick al pecho
  - Tilt-a-whirl headscissors armbar
  - Handspring back elbow smash
  - Varios tipos de kick:
    - Drop, a veces desde una posición elevada
    - Spinning heel kick[20]
    - Back[21]
    - Reverse roundhouse
    - Tiger feint - 2002-2007
    - Shoot[21]
    - Sole

  - Octopus hold[3]
  - Running somersault roll-up
  - Múltiples backhand chops
  - Legwhip takeover
  - Hip toss

- Apodos
  - "The Poison Fist of the Pacific Rim"[22][23]
  - "The Cardiac Kid"[22][23]
  - "Neon Genesis Burning Hammer"[24]

## Campeonatos y logros
- All Japan Pro Wrestling
  - Gaora TV Championship (1 vez)
  - World Tag Team Championship (1 vez) – con Kento Miyahara
  - AJPW TV Six-Man Tag Team Championship (2 veces) – con Seigo Tachibana & Carbell Ito (1), Seigo Tachibana & Takayuki Ueki (1)
  - All Asia Tag Team Championship (2 times) – con Tajiri (1), Atsushi Onita (1)

- New Japan Pro Wrestling
  - NEVER Openweight 6-Man Tag Team Championship (1 vez) con Hiroshi Tanahashi y Michael Elgin

- I Believe in Wrestling
  - SCW Florida Heavyweight Championship (1 vez)

- Pro Wrestling Illustrated
  - Situado en el Nº361 en los PWI 500 del 2005[25]
  - Situado en el Nº291 en los PWI 500 de 2009[26]
  - Situado en el Nº78 en los PWI 500 de 2010[27]
  - Situado en el Nº137 en los PWI 500 de 2011[28]

- Pro Wrestling Riot
  - PWR Championship (1 vez)

- Uce Wrestling
  - Corona Premier Intercontinental Championship (1 vez, actual)